# Corre, Cuchillo, corre
Corre, Cuchillo, corre es una película del año 1969 dirigida por Sergio Sollima, y perteneciente al subgénero del spaghetti western. Supone la segunda parte de las dos protagonizadas por Tomás Milián en el papel de Cuchillo. La anterior es El halcón y la presa. Parte de la banda sonora, compuesta por Bruno Nicolai (según Sollima, Ennio Morricone es el verdadero compositor de la cinta), es usada en el videojuego Red Dead Revolver.

## Argumento
Es la continuación del gran film El halcón y la presa (del mismo director), y el protagonista es Cuchillo. En la cárcel, Cuchillo conoce a Ramírez, un compañero de celda con el que consigue escaparse, y juntos se van al pueblo de Ramírez. Reza, un bandido, y su pandilla buscan un tesoro, y Ramírez es el único que conoce su paradero, ya que va destinado a financiar la Revolución mexicana. Antes de morir, Ramírez le entrega un periódico a Cuchillo. Éste se va en busca del tesoro con el documento, pero es perseguido por mucha gente.